# Municipio de El Chal
Municipio de El Chal är en kommun i Guatemala.   Den ligger i departementet Petén, i den norra delen av landet, 240 km norr om huvudstaden Guatemala City.